# Tacubaya, Puebla
Tacubaya är en ort i Mexiko.   Den ligger i kommunen Tlacuilotepec och delstaten Puebla, i den sydöstra delen av landet, 160 km nordost om huvudstaden Mexico City. Tacubaya ligger 686 meter över havet och antalet invånare är 272.
Terrängen runt Tacubaya är huvudsakligen kuperad, men söderut är den bergig. Terrängen runt Tacubaya sluttar österut. Runt Tacubaya är det tätbefolkat, med 297 invånare per kvadratkilometer. Närmaste större samhälle är Xicotepec de Juárez, 12,3 km söder om Tacubaya. I omgivningarna runt Tacubaya växer huvudsakligen savannskog.